# Europa eslava

Mapa da Europa com os países eslavos em verde.

Europa eslava é uma região na qual existe a maior parte dos falantes das línguas eslavas e dos descendentes dos eslavos. Nessa parte da Europa, está situado:
- Rússia, Bielorrússia e Ucrânia (eslavos orientais)
- Polônia, República Tcheca e Eslováquia (eslavos ocidentais)
- Croácia, Eslovênia, Sérvia, Bulgária, Bósnia e Herzegovina, Montenegro e Macedônia do Norte (eslavos meridionais).